# Mazinga contro Goldrake
Mazinga contro Goldrake è un film del 1979 prodotto da Sergio Bergonzelli con la sua Cinestampa Internazionale tramite il montaggio di scene tratte dai sei cortometraggi e mediometraggi anime con protagonisti i mecha creati da Gō Nagai, ridoppiate in modo da creare una nuova trama (scritta da Enrico Bomba). A partire dalla sua distribuzione in home video (avvenuta anche col titolo Mazinga vs Goldrake) il film è stato a sua volta rimontato in vari modi cambiandone la trama e ottenendo diverse durate.

## Trama

### 1aparte
Il dottor Inferno, per conto dell'Imperatore delle Tenebre, impone all'arpia Silen e ai demoni a lei soggetti di combattere contro Mazinga Z; manca però all'appello Devilman, che non intende obbedire, ed anzi, nella sua forma umana di Akira Fudo mette in guardia Ryo e Sayaka. Ryo, alla guida di Mazinga Z, corre poi in soccorso di Devilman e lo aiuta a sconfiggere un mostro mandato dal dottor Inferno. Insieme riescono poi a respingere un attacco portato alla Fortezza delle Scienze, ma Devilman vi trova la sua fine. 

### 2aparte
Demoni e mostri meccanici dell'Imperatore delle Tenebre (Mykenes) sferrano allora diversi attacchi contro le principali metropoli del mondo. Mazinga Z si mette a protezione della Torre di Tokyo, in attesa dei nemici. Dopo un furioso combattimento, riesce a sconfiggere i robot meccanici dell'Impero delle Tenebre facendo ricorso a tutte le sue energie, ma la sua corazza rimane danneggiata. Mentre è alla Fortezza delle Scienze per le riparazioni, una figura spettrale mette in guardia Ryo e compagnia dalle insidie del Generale Nero. Appare anche a Boss e preannuncia l'arrivo di un altro Mazinga. Così, mentre un malconcio Mazinga Z viene quasi distrutto dai mostri meccanici di Mykenes, appena rallentati dell'intervento del Boss Robot, giunge il Grande Mazinga pilotato da Tetsuya, che salva la situazione per Ryo e il suo robot, costringendo i nemici alla ritirata.

### 3aparte
Le forze di Vega tentano un attacco alla Terra, affidato al generale Nicos che si serve di dischi volanti. Un attacco a una città giapponese fa sì che Alcor esca col suo disco per contrastare gli invasori, ma egli viene catturato e, tramite una macchina ipnotica, Nicos riesce a farsi spiegare da lui come pilotare il Grande Mazinga, che ora si trova in un museo, benché non sia stato disarmato. Actarus, avvertito della cattura di Alcor, esce con Goldrake ed è affrontato da Nicos sul Grande Mazinga e da un altro mostro robot del generale nemico, trovandosi in grosse difficoltà. Tuttavia Alcor, liberatosi, riesce a comunicare ad Actarus come bloccare Mazinga, costringendo Nicos ad abbandonare il robot, sul quale monta Alcor. L'azione combinata di Goldrake e del Grande Mazinga distrugge l'astronave del nemico.

### 4aparte
Uno strano terremoto sottomarino viene sentito dalla nave sulla quale si trova il dottor Saotome, che chiama la squadra Getta a investigare sul posto. Questa scopre che il terremoto è stato provocato da un mostro marino simile a un'enorme medusa con teste di drago al posto dei tentacoli, contro il quale le armi dei tre robot sono inefficaci. Una riunione tra Saotome e gli altri scienziati Kabuto e Procton, con la presenza dei vertici militari, decide un attacco combinato di tutti i robot disponibili. La strategia iniziale è inefficace, tanto che il mostro riesce ad attirare i robot sulla terraferma e a liberarsi dalla loro morsa provocando gravi danni. Tetsuya suggerisce allora di gettare delle mine atomiche all'interno del mostro e di farle esplodere colpendo il mostro con le armi a disposizione. La minaccia viene così sventata.

## Distribuzione
Il film fu distribuito nei cinema italiani dalla Oriental Films a partire dal 9 agosto 1979.

### Edizioni home video
Il film fu distribuito in VHS negli anni 1980 da The Universal Video e nel 2000 dalla Explosion Video, che ne pubblicò anche il DVD-Video. Il DVD fu poi riedito anche dalla Stormovie, che lo pubblicò singolarmente e in un cofanetto, uscito nel 2005, assieme ai film di montaggio degli episodi televisivi di UFO Robot Goldrake.

## Accoglienza
Achille Valdata, recensendo il film per Stampa Sera, affermò erroneamente che non si trattava di un film di montaggio e lo definì "un'avventura bellica interplanetaria destinata a piacere ai ragazzi e a interessare i fans adulti delle «strisce» in cui Mazinga e Goldrake sono protagonisti.
Il periodico Segnalazioni cinematografiche, più cosciente della natura del lungometraggio, scrisse in una recensione particolarmente negativa:
Il dizionario Il Farinotti assegna al film due stelle su cinque, mentre Il Mereghetti gli assegna una stella su quattro definendolo "il più orribile e sconclusionato dei film di montaggio" e una "incomprensibile accozzaglia di spezzoni provenienti dai mediometraggi".